# Euthyplatystoma punctiplenum
Euthyplatystoma punctiplenum är en tvåvingeart som först beskrevs av Walker 1861.  Euthyplatystoma punctiplenum ingår i släktet Euthyplatystoma och familjen bredmunsflugor. Inga underarter finns listade i Catalogue of Life.